# Naruto Shippūden: Ultimate Ninja Storm 2
Naruto Shippūden: Ultimate Ninja Storm 2, conocido en Japón como Naruto Shippuden: Narutimate Storm 2 (  ＮＡＲＵＴＯ－ナルト－ 疾風伝ナルティメットストーム2 Naruto: Narutimetto Sutōmu?), es la secuela de Naruto: Ultimate Ninja Storm desarrollado por CyberConnect2 y producido por Namco Bandai Games para PlayStation 3 y Xbox 360. Fue lanzado en Japón el 25 de febrero de 2011, en Europa el 4 de marzo de 2011 y en Estados Unidos el 19 de febrero de 2011. Desaparecen los choques de jutsus que estaban presentes en la primera entrega debido, sobre todo al lag que provocaría en el juego en línea. Este juego abarca la historia desde que Naruto vuelve a la aldea de la hoja con Jiraiya hasta su pelea con Pain incluyendo su transformación en Naruto Sage y en 6 colas. También incluye al final como extra, el enfrentamiento de Sasuke y Killer Bee, donde se desbloquea a este último.
- Datos: Q2723242